# Karl Gampenrieder

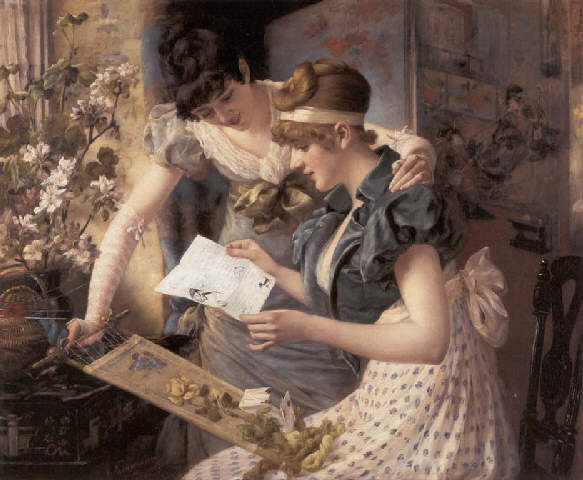
Der amüsante Brief (La lettera divertente), 1886

Karl Wilhelm August Gampenrieder (Monaco di Baviera, 1º febbraio 1860 – Monaco di Baviera, 27 ottobre 1927) è stato un pittore tedesco.

## Biografia
Dal 1877 Gampenrieder studiò pittura con Gyula Benczúr e Wilhelm von Lindenschmit all'Accademia di Belle Arti di Monaco. Un viaggio di studio lo portò poi a Parigi. Dopo il suo ritorno a Monaco, ritrasse la locale società in numerosi dipinti ad olio.